# Makenzijeva
Makenzijeva (en serbe cyrillique : Макензијева) est une rue de Belgrade, la capitale de la Serbie, située dans la municipalité urbaine de Vračar. Elle est ainsi nommée en souvenir de Francis Mackenzie, un écossais membre de l'Église des Nazaréens, qui a séjourné dans la capitale serbe entre 1876 et 1895 ; Makenzie a joué un rôle décisif dans l'urbanisation du quartier de Slavija à la fin du XIXe siècle.

## Parcours
La rue Makenzijeva part de la place de Slavija, un des plus importants nœuds de communication de la capitale serbe. Elle s'oriente vers le sud-est et, sur sa gauche, croise les rues Prote Mateje, Alekse Nenadovića et Smiljanićeva. Elle traverse ensuite la rue Kneginje Zorke, puis, sur sa gauche, les rues Molerova et Koče Kapetana, sur sa droite la rue Katanićeva, sur sa gauche la rue Kursulina, où elle traverse une voie de chemin de fer, puis, sur sa droite, la rue Borislava Pekića et, à nouveau sur sa gauche, la rue Nevesinjska. Elle traverse la rue Mutapova, la rue Ivana Đaje (sur sa gauche) et les rues Novopazarska (à gauche) et Sokolska, avant d'aboutir dans la rue Mačvanska. Au-delà, elle est prolongée en direction de l'est par la rue Cara Nikolaja II (la « rue de l'Empereur Nicolas II »).

## Caractéristiques
La galerie d'art Atelje galerija Partenon Mini Bobur est située au n° 38 de la rue.
L'hôtel Cricket est situé au n° 46.

## Transports
La rue Makenzijeva est desservie par la société GSP Beograd, dont les lignes d'autobus 24 (Dorćol - Neimar) et 83 (Crveni krst – Zemun Bačka), ainsi que la ligne de minibus E1 (Ustanička – Blok 45). Les lignes de trolleybus 19 (Studentski trg - Konjarnik), 21 (Studentski trg – Učiteljsko naselje), 22 (Studentski trg - Kruševačka) et 29 (Studentski trg - Medaković III).